# Svetozar Milinov
Svetozar Milinov (Zrenjanin, 1869. – Jadovno kraj Gospića, kolovoz 1941.) bio je hrvatski gospodarstvenik srpskog porijekla, veletrgovac suknom u vrijeme Austro-Ugarske Monarhije i Kraljevine Jugoslavije i prvi vlasnik Hotela Dubrovnik na Trgu bana Josipa Jelačića u Zagrebu. Žrtva je ustaških zločina u Nezavisnoj Državi Hrvatskoj, ubijen u Jadovnom u kolovozu 1941. godine.

## Biografija
Rođen je u Zrenjaninu, tada zvanom Veliki Bečkerek, u Banatu u Vojvodini, tada u  ugarskom dijelu Austro-Ugarske Monarhije. Po dolasku u Zagreb uz pomoć židovskog trgovca Kleina pokrenuo je vlastitu trgovinu. Početkom 1900-ih bio jedan od utjecajnijih gospodarstvenika i trgovaca suknom na širem zagrebačkom području, da bi nakon završetka Prvoga svjetskog rata, raspada Austro-Ugarske i stvaranja Kraljevine Jugoslavije razgranao poslovanje.
Društvo Nikolić P. bavilo se  trgovinom manufakturnom i pomodnom robom. Vlasnik društva bio je Petar Nikolić, a kao prokuristi bili su imenovani Aleksander Solar i Svetozar Milinov. Nakon smrti vlasnika društvo je naslijedila udovica Anka Nikolić, koja je svoje udjele odlučila prodati pa je Milinov 18. svibnja 1907. preuzeo poslovanje firme. Ona je tijekom 1926. proširila svoje poslovanje na galanterijsku robu, a 1930. mijenja naziv u Milinov S., da bi 1933. proširila poslovanje na trgovanje pletenom robom, parfemima, sagovima, zastorima, rubljem i gotovim odijelima. Sjedište društva od 1907. do 1930. nalazilo se u Zagrebu, Ilica br. 2, a od 1930. do 1940. u prizemlju Hotela Milinov, na uglu Gajeve i Trga bana Jelačića.
U drugoj polovici 1920-ih kupuje zemljište na uglu Gajeve ulice i Trga bana Jelačića, na kojem se nalazila gostionica i kuća nekadašnjeg zagrebačkog gradonačelnika Pavla Hatza, i u svibnju 1929. završava izgradnju današnjeg Hotela Dubrovnik, koji je tada nosio naziv prema prvom vlasniku Milinov. Radilo se o robnoj kući i hotelu, svečano otvorenima 19. siječnja 1930. godine. Otvorenju su prisustvovali istaknuti predstavnici gradskih vlasti. Projekt za hotel u stilu art décoa izradili su hrvatski arhitekt Dionis Sunko i češki građevinski inženjer Rudolf Jungmann, a gradnja je trajala od 1928. do 1929. godine.
U prizemlju hotela nalazila se trgovina obitelji Milinov, dok se u ostalom dijelu zgrade nalazio hotel, u sklopu kojeg su bila dva restorana. Uskoro, 1937. godine Svetozar Milinov se odlučio zatvoriti trgovinu u prizemlju, koju preuređuje u kavanu. Hotel od Milinova 1940. kupuje Dubrovačka plovidba pa otad hotel nosi današnji naziv, Hotel Dubrovnik.

### Drugi svjetski rat
Početak Drugoga svjetskog rata, okupaciju Kraljevine Jugoslavije i proglašenje NDH, s obitelji je dočekao je u Zagrebu, unatoč najavama represije kojom su se nove vlasti obrušile na Srbe, Židove, Rome i ostale tzv. neprijatelje ustaškog režima. Dana 5.srpnja 1941. ustaške vlasti naređuju njihovu deportaciju u Srbiju, da bi ga već sljedećeg dana, 6.srpnja 1941. sa ženom Milicom (1874. – 1941.) i četvoricom sinova, Đorđom (1903. – 1941.), Kostom (1905. -. 1941.), Nikolom (1907. – 1941.) i Vojislavom (1914. – 1941.) uhitile i prisilno ih sproveli željeznicom u Gospić, gdje su ih potom razdvojili. Svetozara sa sinovima odvode na Velebit, u Logor Jadovno, gdje su mučki ubijeni u kolovozu 1941. godine, dok je žena Milica odvedena u Logor Slana na otoku Pagu, gdje je nakon visekratnog mučenja ubijena u kolovozu 1941. godine.
Vlasti NDH su članove obitelji Milinov tretirali kao osobe koje su se s teritorija NDH iselile u Srbiju, što im je dalo zakonski temelj za konfiskaciju njihove cjelokupne. Ulaze u stan u kojem je Svetozar živio s obitelji, propisuju sve pokretnine u stanu i razdjeljuju ih među istaknutim nositeljima novog režima koji su istaknuli zahtjeve za pojedinim predmetima s popisa. Trgovačka kuća Milinov, zajedno s radnjom smještenom u Gajevoj ulici br. 3 bila je dodijeljena Hrvatskom radiši. U Hrvatskom državnom arhivu u Zagrebu čuva se popis vlasnika stanova iz kojih su konfiscirane pokretnine u razdoblju između 1941. i 1943. godine, među kojima se nalaze i pokretnine obitelji Svetozara Milinova.

## Postavljanje spomenika
U svrhu promicanja tolerancije i sjećanja na žrtve holokausta ispred Hotela Dubrovnik 25. listopada 2023. predstavnici Centra za promicanje tolerancije i očuvanje sjećanja na holokaust, Srpskog narodnog vijeća i Veterana Domovinskog rata i antifašista (VEDRA) Split postavili su kamen spoticanja u spomen na Svetozar Milinova, koji predstavlja jedan u nizu sličnih decentraliziranih spomenika u svijetu postavljenih za promicanja sjećanja na žrtve holokausta.